# 中国交通广播
中国交通广播是中央人民广播电台和中华人民共和国交通运输部联合开办的全国性交通广播，是中央人民广播电台的第十五套广播频率，2012年6月26日正式开播，原名中国高速公路交通广播，全天24小时播音（星期二凌晨0：05-4：55检修，在检修前播放张学友《一路上有你》）。开播初期仅覆盖京津塘高速公路，现已开始在中国大陆多地覆盖播出。

## 历史
- 2012年6月21日，开始试播，同年6月26日正式开播，开播初期仅覆盖京津唐高速公路，节目以路况、资讯和20世纪八、九十年代经典流行歌曲为主要内容。[2]
- 2015年1月27日，中国高速公路交通广播在湖南地区开始试播，节目与京津塘版本有所不同。初期仅覆盖长株潭地区[3]，2016年9月5日实现湖南全省同频覆盖。另外，一旦湖南高速公路发生突发应急事件，湖南版本的中国高速公路交通广播会与湖南省高速公路监控指挥中心启动联合作战体系，纳入湖南高速应急指挥的统一调度平台，并启动应急节目响应[4]。
- 2016年10月25日，网上流传《国家新闻出版广电总局关于同意中央人民广播电台中国高速公路交通广播调整为中国交通广播的批复》的文件照片，之后多名中央人民广播电台内部工作人员证实中国高速公路交通广播将要更名为“中国交通广播”[5]。
- 2017年1月1日，中国高速公路交通广播更名为中国交通广播[6]；同年1月13日，中国交通广播正式开始在河北省播出[7][8]。

## 频率
- 北京市：FM99.6MHz（全市）
- 天津市：FM99.6MHz（全市）
- 河北省：FM99.6MHz（张家口、廊坊）、FM101.2MHz（石家庄、邯郸、邢台、保定、承德、唐山、秦皇岛、衡水）、96.5MHz（沧州）
- 湖南省：FM90.5MHz（全省）
- 湖北省：FM94.8MHz（武汉）、FM98.2MHz（宜昌、荆州）
- 上海市：FM95.5MHz（全市）
- 内蒙古自治区：FM100.6MHz（呼和浩特）
- 陕西省：FM103.5MHz（西安、咸阳）
- 山西省：FM106.5MHz （太原）
- 甘肃省：FM91.7MHz（兰州）
- 宁夏回族自治区：FM101.9MHz（银川）
- 新疆维吾尔自治区：FM91.7MHz（乌鲁木齐）
- 河南省：FM104.7MHz（郑州）
- 黑龙江省：FM101.4MHz（哈尔滨）
- 江苏省：FM89.2MHz（南京）、FM87.5MHz（无锡、南通、苏州、常州）、FM95.5MHz（昆山）
- 山东省：FM94.1MHz（济南）
- 四川省：FM87.7MHz（成都）
- 广西壮族自治区：FM88.7MHz（南宁）
- 吉林省：FM90.5MHz（长春）
- 浙江省：FM87.5MHz（杭州）
- 贵州省：FM88.3MHz（贵阳）
- 安徽省：FM100.4MHz（合肥）、FM89.2（马鞍山、滁州）
- 辽宁省：FM99.3MHz（沈阳）
- 福建省：FM107.5MHz（福州）
- 江西省：FM107.5MHz（南昌、景德镇）
- 重庆市：FM100.5MHz (主城区）

中国交通广播各地版本除每天00:00~08:30联播北京版的节目内容外，其余时间播出的内容各不相同。除北京、河北、湖南等地之外，目前其他地区信号只能覆盖省会、自治区首府或直辖市的主城区。